# Ekstrapolation
Ekstrapolation er at danne ukendte størrelser ud fra kendte sammenhænge. Ekstrapolation anvendes ofte i matematik og statistik til at skabe et større datasæt end det forhåndenværende.
Eksempelvis: Givet talrækken 2, 4, 6, 8, 10. Hvordan fordeler en efterfølgende talrække sig?
Sandsynligvis sådan her: 12, 14, 16, 18, 20. Den sidste talrække er fundet ved lineær ekstrapolation ud fra den første.
Da man ved ekstrapolation arbejder uden for det kendte dataområde, vil metoden være mere upræcis end den beslægtede interpolation, hvor man skaber ekstra værdier mellem to kendte yderpunkter.
| Matematik | Spire Denne artikel om matematik er en spire som bør udbygges. Du er velkommen til at hjælpe Wikipedia ved at udvide den. |